# Hoplerythrinus unitaeniatus
Hoplerythrinus unitaeniatus (Spix & Agassiz, 1829), popularmente conhecida como jeju e aimara, é uma espécie de peixe de água doce que habita rios e lagos
Sua localidade nativa é o rio São Francisco, no Brasil, sendo atualmente de ampla distribuição geográfica em bacias das Américas Central e do Sul nos seguintes países: Argentina, Bolívia, Equador, Guiana Francesa, Panamá, Peru, Suriname, Trinidade e Tobago e Venezuela.
Como os demais peixes do seu gênero, possui grande capacidade de respiração fora d'água (hipóxia), o que lhe permite o deslocamento transportar-se de um ambiente aquático para outro pela terra, adaptando-se bem a ambientes lênticos e às alterações físicas e químicas. Isso decorre de uma grande vascularização na bexiga natatória.
É considerado onívoro e voraz, com preferência para insetos e pequenos peixes. Comportamento territorialista, não migratória na fase reprodutiva, ovos adesivos depositados em ninhos feitos em lugares rasos e com cuidado parental, contendo em torno de 1 200 ovos, ocorrendo a maturidade sexual quando os machos atingem 140 mm de comprimento e as fêmeas 165 mm.